# Euxoa inyoca
Euxoa inyoca là một loài bướm đêm trong họ Noctuidae.